# خواجة عسكر (حومة بم)
خواجة عسكر (بالفارسية: خواجه عسکر) هي قرية تقع في إيران في منطقة مركزية ريفية. يقدر عدد سكانها بـ 1,592 نسمة .